# Lanza del Vasto
Giuseppe Lanza di Trabia-Branciforte, connu sous son nom d'auteur Lanza del Vasto, est un écrivain français né le 29 septembre 1901 à San Vito dei Normanni, province de Brindisi, dans les Pouilles et mort le 5 janvier 1981 à Murcie, dans le Sud-Est de l'Espagne. Philosophe et poète dandy, intime du monde parisien des arts et des lettres dans les années 1930, il fait un voyage en Inde pour rencontrer Gandhi dont il tirera le livre qui a fait sa renommée : Le Pèlerinage aux sources (1943). Il fondera  également les Communautés de l'Arche, sorte d’ordre religieux laïc axé sur la vie intérieure et la non-violence active. Écrivain et poète de langue française, il fut aussi sculpteur, dessinateur et musicien. Conférencier international, il s'engagea dans de nombreuses actions en faveur de la paix.

## Biographie

### Filiation et nom de plume
Son père, Don Luigi Giuseppe Lanza di Trabia-Branciforte, né à Genève le 18 novembre 1857, est le fils naturel du jeune prince Giuseppe Lanza di Trabia-Branciforte, descendant d'une des plus illustres familles siciliennes, et de sa maîtresse française Louise Alexandre, épouse du comte Antonio Dentice di Massarenghi, membre de la famille des princes de Frasso. Enfant adultérin d'une mère de trois enfants (de son premier lit) et aîné du prince Giuseppe, qui l'a reconnu peu après sa naissance, ce père a été élevé par un tuteur, caché au château d'Escoville sous le patronyme « Scansa », et n'a connu l'identité de son père que vers 1890, quand, employé de la Banque de France, il a obtenu à Paris son doctorat de droit et que sa mère, veuve, lui légua un domaine viticole à San Vito dei Normanni, en Messapie.
Sa mère, Anne-Marie Henriette Nauts-Oedenkoven, jeune femme issue de la grande bourgeoisie anversoise, rencontre son père, Luigi Giuseppe Lanza di Trabia-Branciforte, sous la Tour Eiffel pendant l'Exposition universelle ; ils se marient et Anne-Marie Henriette Lanza di Trabia-Branciforte le met au monde à San Vito dei Normanni, puis un an après vient Giuseppe, puis Lorenzo Ercole, en 1903, et Angelo Carlo, en 1904. 
Les deux parents du futur poète ont le français pour langue maternelle. La naissance adultérine de son père, ainsi qu'un patronyme en vue, entraînent pour l'enfant une déclaration à l'état-civil sous le nom de Giuseppe Giovanni Luigi Maria Enrico Scansa-Lanza.
Le grand-père paternel des trois frères Scansa-Lanza meurt prématurément en 1868 et était titré « prince de Trabia, de Santo Stefano di Mistretta, de Butera, de Pietraperzia, de Scordia, de Campofiorito, de Scalea, de la Catena, duc de Camastra, de Santa Lucia, de Branciforte, marquis de Militello, de Barrafranca, de la Ginestra, de Misuraca, comte de Mussomeli, de Sommatino, de Mazzarino, de Raccuja, baron de Dorilli, de Rigiulfo, de Fontana Murata, du Biviere di Lentini, d'Imbrici, de Valguarnera Radali, seigneur de Dammisa, de Santa Maria di Niscemi et d'Occhialà ». Il était un descendant de Manfred Lancia, grand-père maternel du roi de Sicile Manfred de Hohenstaufen et petit-fils de Boniface du Guaste, premier marquis de Busca : ce Guaste ou Marche Gastée, Vasto en italien, était une marche du Piémont érigée en 967 entre le Langhe et l'Orbe, dont le Montferrat est une fraction. Joseph Scansa-Lanza a voulu relever ce nom évoquant le désert pour lui servir en 1927 de nom de plume et a mené pour cela des recherches généalogiques en 1932 à Palerme, où se trouve le palais familial.
Le chef de famille légitime, son oncle paternel Don Pietro Bonaventura Lanza di Trabia-Branciforte, est le beau frère de l'industriel Ignazio Florio Jr..

### Jeunesse: Italie, France, Italie (1901-1924)
À San Vito dei Normanni, les parents du petit Giuseppe s'installent dans un domaine voisin acquis avec la dot de l'épouse, Specchia di Mare, où ils ont fait construire une demeure plus moderne dans le style colonial. À l'encontre du conservatisme familial et de celui de ses homologues patriciens, le jeune père se présente aux élections locales sous l'étiquette socialiste mais sa sollicitude pour la classe ouvrière tourne au batifolage. Cet engagement est toutefois sincère et il publie dans ce sens en 1907 sa thèse de doctorat remaniée sous la forme d'un essai d'économie sociale. Ses infidélités conduisent le couple à rompre en 1911.
Le foyer, abandonné par le père, émigre en octobre 1913 à Courbevoie, banlieue ouvrière, et emménage en 1914 à Paris même dans un appartement du quartier de la gare Saint-Lazare. Giuseppe Lanza suit sa scolarité au lycée Condorcet, où il découvre la xénophobie à l'endroit des « ritals ». Nourri de Victor Hugo, Charles Leconte de Lisle et José Maria de Heredia, l'adolescent s'enflamme pour Spinoza et Nietzsche au cours de longs débats avec son frère Lorenzo.
Il s'inscrit à la rentrée 1920 en faculté de philosophie à l'Institut royal d'études pratiques supérieures et de perfectionnement de Florence puis en 1921 à celle de Pise, où son frère Lorenzo se prépare à la gestion du domaine familial et poursuit une formation d'agronome. L'aîné ne sortira diplômé qu'en 1928. C'est qu'il interrompt constamment ses études pour des voyages à travers l'Italie et la France. À Pise, il noue une amitié avec le peintre futuriste Giovanni Acquaviva (it). En juin 1923, il est ébloui par la lecture du mystique rhénan Jean de Ruisbroek, qui voit dans la Trinité une direction éthique pour détourner le mysticisme du panthéisme et du quiétisme reprochés à son maître Eckhart.
De son côté, son père a trouvé à travailler comme gérant d'un domaine en Corse. Restée à Paris, sa mère reçoit en 1923 la visite du duc de Camastra, le second demi frère de son mari, qui est marié à Rose d'Elchingen, une descendante du Maréchal Ney. Par cet oncle, qui l'emmène à Palerme pour le mois de novembre, Giuseppe renoue avec ses origines. Entre juillet et août 1924, accompagné de son cadet Lorenzo, il approche l'élite intellectuelle et artistique française aux Décades de Pontigny, conférences annuelles d'éthique. Il y retournera l'été suivant.

### Éthique chrétienne renouvelée (1925-1929)
Dans le cadre de ses études de philosophie, l'anticlérical Giuseppe Lanza découvre Thomas d'Aquin. C'est une conversion, qu'il date précisément de septembre 1925 et dont il publiera le récit un demi-siècle plus tard. Cette même année 1925, il rédige la thèse de doctorat en droit de Giovanni Acquaviva (it), Una concezione dell’etica e del diritto, sur le rapport entre artiste et modèle pénal de la société dans laquelle vit celui-ci. Il y expose une première fois, sous le nom de son ami, le rapprochement qu'il fait entre son idée de l'être au monde de l'homme à la recherche d'une harmonie entre sensibilité et entendement et la conception thomiste de la Trinité.
Sa mère est installée avec ses fils à Pian dei Giullari, élégante banlieue de Florence où habite l'oncle Odo. Là, il commence, parallèlement à ses études universitaires de philosophie, le travail alimentaire de traducteur de l'allemand et de professeur de français et d'italien pour étudiants américains. Parmi ceux-ci, Mary, dont il s'éprend éperdument en 1926, mais qui, rentrée aux États-Unis, ne répond pas à ses lettres. Le jeune homme refuse l'idée de jamais épouser une autre femme.
Sa mère vend la même année le domaine familial de Specchia di Mare, mettant fin au projet de son fils Lorenzo de le développer. Celui-ci s'exile en Amérique du Sud tandis que Giuseppe et son benjamin Angelo passent la fin de l'année à Capri, en compagnie de leur oncle Odo et de Pietro Lanza, cousin germain d'Odo, prince de Scalea et ministre des Colonies de Mussolini.
À Florence, dès 1926, Giuseppe Lanza fréquente assidûment le peintre Giovanni Costetti (it), auprès duquel il s'initie au dessin. Il en viendra à envisager la carrière de peintre mais  termine toutefois, en 1928, ses études par un doctorat de philosophie sur un sujet abélardien et thomiste, Gli approcci della trinità spirituale, qui est un développement universitaire de ses idées exposées dans le mémoire de 1925. Il y soutient, à travers la critique des conceptions cartésienne et kantienne du rapport de la raison humaine à l'infini, que l'harmonie entre l'homme et une nature qui se complexifie depuis le règne végétal jusqu'à la société humaine et ses misères, est une éthique de l'amour qui équilibre sciences et arts, raison et foi.

### Mort du père et recherche de soi (1929-1936)
En 1929, le cadet Lorenzo, rentré d'Amérique du Sud, retrouve en Corse son père, sénile et incurable, et le ramène au foyer conjugal. Quant à Giuseppe, son travail de traducteur le conduit, à l'été 1930, à Berlin chez l'éditeur Anton Kippenberg et la femme de celui-ci, Katharina von Düring (de), où il rejoint Lou Albert-Lasard, traductrice en français de Rainer Maria Rilke qui a eu recours, largement, à ses compétences. Son séjour est l'occasion de goûter la vie décadente de la République de Weimar. Il retourne à Berlin en janvier 1931. Appelé au chevet de son père qui meurt le 6 février 1931, il arrive trop tard pour l'assister dans ses derniers instants. Il se reprochera toute sa vie ce retard mais, sur le moment, cela ne l'empêche pas de retourner à Berlin.
En octobre, il revient à Paris. Il y retrouve, divorcée, la femme de Jacques Schiffrin, Youra Guller, pianiste la plus en vue de l'époque, qu'il avait rencontrée sept ans plus tôt à Pontigny. Il connaît auprès d'elle, son aînée de sept ans, une expérience d'érotisme extrême. Aspirant poète se présentant comme « artiste peintre », il fréquente la bohème surréaliste, Leonor Fini, Jules Supervielle, Henri Michaux, Max Jacob, René Daumal. Un matin de mars 1932, il est assis sur un banc du parc Monceau. À un jeune homme assis à côté, il demande « Êtes-vous bon comme ce pain ? » L'inconnu a 19 ans, il s'appelle Luc Dietrich. Une grande amitié se noue.
La crise se répandant en Europe, les rentes s'épuisent et sa mère, veuve de cinquante-huit ans, est obligée de retourner dans sa famille en Belgique. Elle s'engage durant cette même année 1932 auprès des sœurs de l'Annonciade comme infirmière à l'hospice de Westmalle. Lui-même reproche au dandy qu'il est son incapacité « d'être de quelque aide aux siens ». La lecture de Raymond Lulle, Thomas d'Aquin et Nicolas de Cuse achève de le convaincre de la fatuité d'un idéalisme allemand sans effets concrets et de l'hypocrisie que cache l'idéal de fraternité prôné par le socialisme. Rejoignant par là les critiques du philosophe fascisant Giovanni Gentile, il reste cependant révulsé par le nationalisme montant et la menace qu'il représente pour la spiritualité, en particulier la spiritualité chrétienne. La contemplation de la rosace de Notre Dame lui a inspiré, quelques jours avant sa rencontre avec Luc Dietrich, un poème, Le Vitrail.
En octobre 1932, il part pour Milan. Recommandé par le sculpteur Marino Marini, il fait à Rome le figurant dans le rôle du colonel Stéphane Türr pour un film de Jerzy Toeplitz sur l'Expédition des Mille mais ses espoirs de faire carrière et fortune dans le cinématographe sont très vite déçus. Ce qu'il admire, c'est le travail manuel. Au printemps 1933, il entreprend avec Hermann Hornak, un ancien étudiant de Cambridge, rencontré sur un plateau de cinéma avec lequel il partage la souffrance morale que fait endurer la médiocrité des circonstances, un voyage à pied de plusieurs mois à travers les Abruzzes, à l'imitation de Robert Louis Stevenson. Le voyage est conçu comme une expérience ascétique de retour à la nature qu'il transcrit dans un traité achevé dix ans plus tard, Principes et préceptes du retour à l'évidence.
Repassé par le palais familial de Palerme et par Florence, où Luc Dietrich le rejoint, en novembre 1933, pour s'atteler ensemble au métier d'écrivain, il est de retour à Paris en janvier 1935. Durant l'été, il parcourt à bicyclette la France et l'Italie, de Paris à Caen, de Caen à Florence. En octobre 1935, il travaille trois mois comme précepteur dans une famille versaillaise.
Quelques mois plus tard, en 1936, il a de nouveau une aventure transgressive, avec cette fois la propre maîtresse de son ami Luc Dietrich, la très séduisante hongroise Anci Nagy. Pour l'été, la comtesse Lily Pastré l'invite à Marseille, au château de Montredon. Là, il fait le point, en particulier sur son expérience mystico-amoureuse avec Youra Guller, et décide, à trente quatre ans, de tout quitter.

### Rencontre avec Gandhi et itinérances (1937-1939)

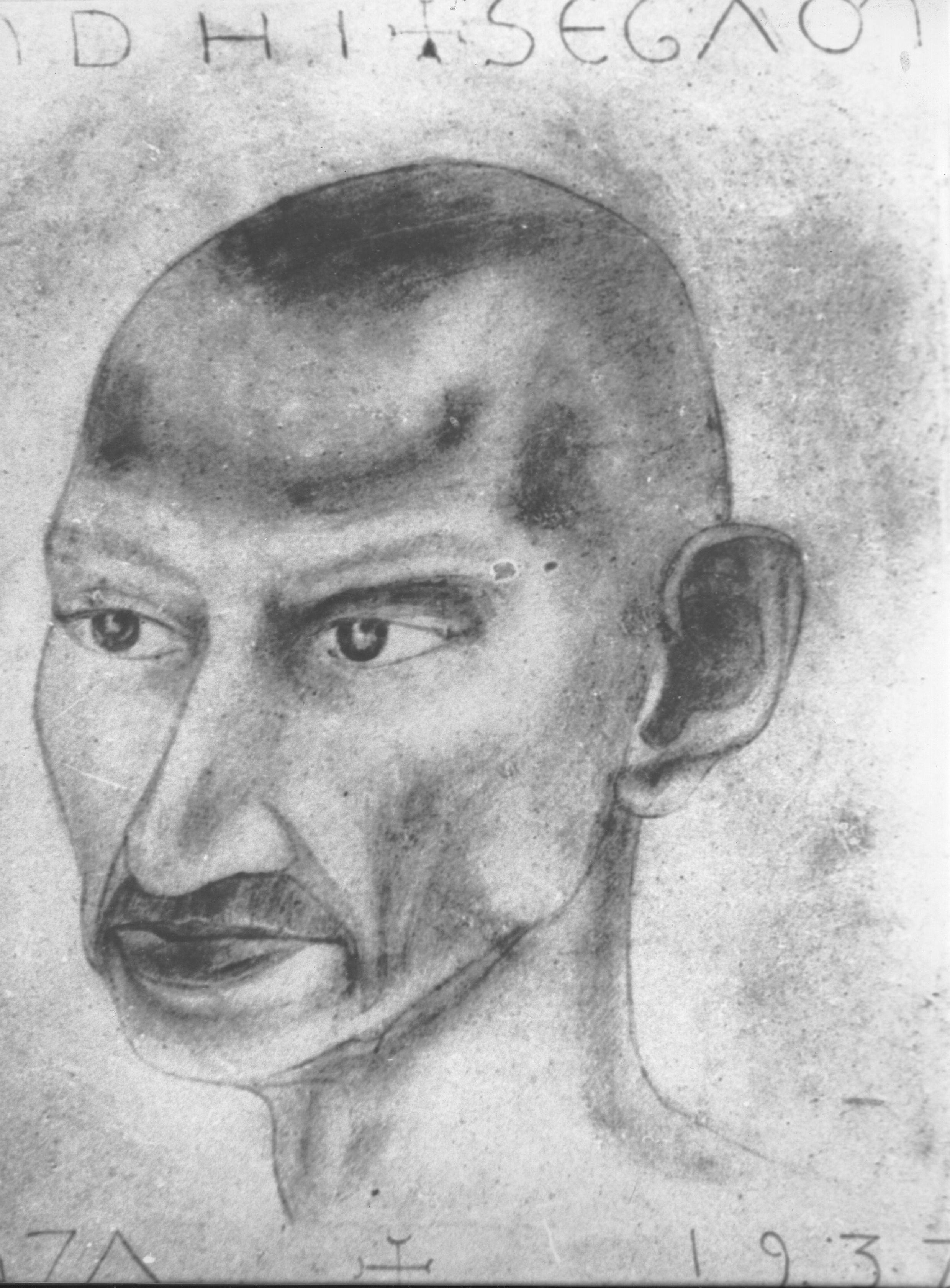
Portrait de Gandhi réalisé au crayon par Lanza del Vasto en 1937 durant sa retraite à dans le Mâlvâ, auprès du Mahatma.

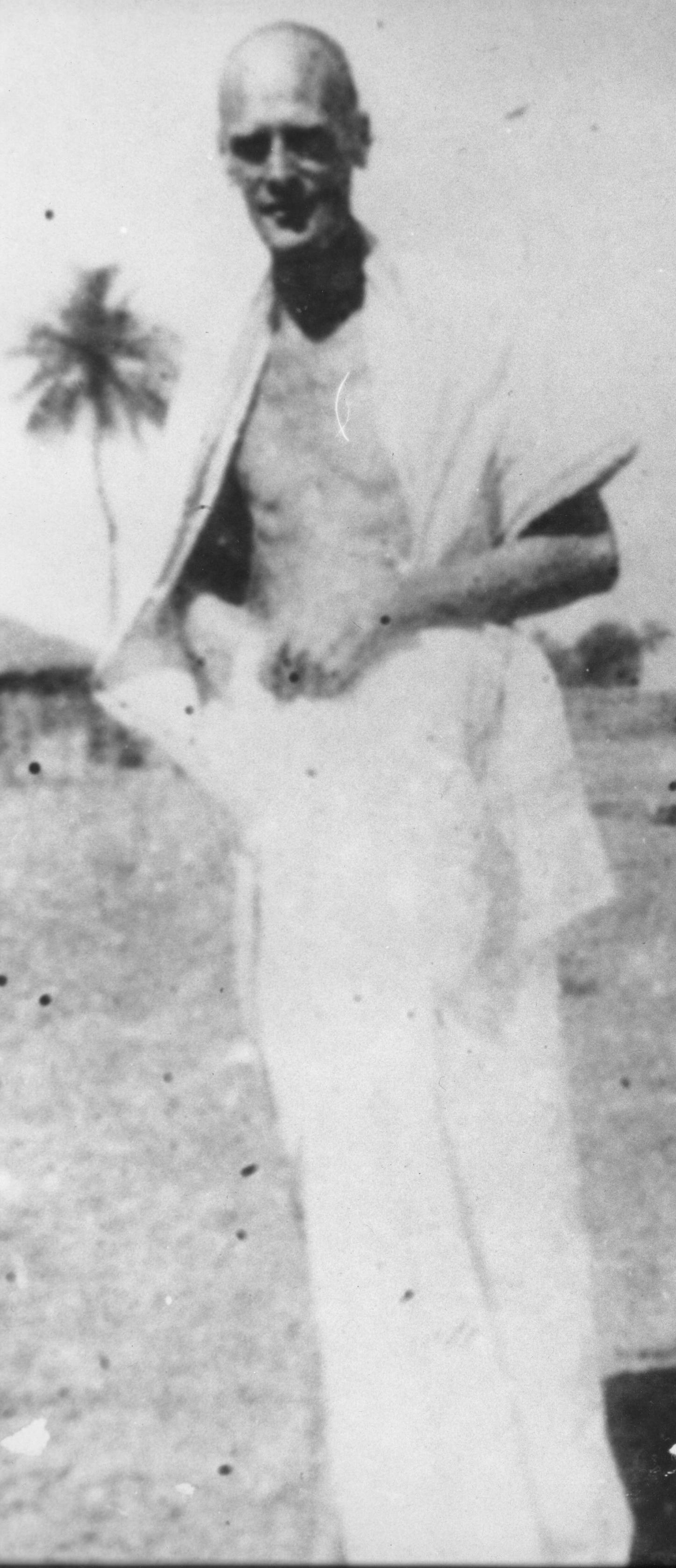
Lanza en 1938 en Palestine, de retour de son séjour auprès de Gandhi pour accomplir la mission de paix qu'il a reçue au cours d'une vision.

En décembre 1936, Lanza part en Inde rejoindre Gandhi non pour fuir l'Occident ou dépasser sa foi chrétienne mais pour entendre l'écho contemporain du Sermon sur la Montagne. Romain Rolland l'a en effet orienté vers une interprétation de la doctrine de l'ahimsa comme une mise en pratique des Béatitudes. Il passe les mois de février, mars et avril 1937 à Wardha auprès du Mahatma, qui l'appelle « Shantidas », c'est-à-dire Serviteur de paix, avant de se rendre en pèlerinage aux sources du Gange, dans l'Himalaya. Dans la nuit du 16 au 17 juin, il reçoit là une vision qui lui dit « Rentre et fonde ! »
Le 20 juillet, il est reçu pour un mois comme novice dans un monastère mahayana. Au bout d'autres pèlerinages et de nouvelles rencontres, Shivananda, Tagore, il quitte définitivement Gandhi et l'Inde le 20 février 1938 pour revenir, en passant par l'Égypte et l'Italie, à Paris le 29 avril. En octobre, après un été ascétique à Rhodes, il se rend à pied en Palestine, alors au bord de la guerre civile, jusqu'à Jérusalem, « entre deux rangées de chars », et Bethléem, où il arrive à Noël, avant de repartir, toujours à pied, pour Constantinople et le Mont Athos, où il séjourne du 20 mars au 10 avril 1939.
Il est à Paris le 10 juillet 1939 au moment où la Seconde Guerre mondiale éclate. Six semaines plus tard, il part pour la Suisse.

### Préparer la paix (1940-1945)
En Suisse il donne des cours pour vivre, et il est engagé comme précepteur, en avril 1940, à Toulon, jusqu'à ce que la défaite de juin mette un terme à cette situation. Coincé à Marseille en Zone libre, il finit par s'installer, en juin 1941, à Allauch avec le sanskritiste René Daumal, qui lui présente son amie Simone Weil. Par son ami Luc Dietrich, il fait la connaissance d'une folkloriste marseillaise, fille d'un facteur de piano, Simone Gébelin, Chanterelle pour les musiciens, qui sera la compagne de sa vie.
En septembre 1941, il participe à la rencontre littéraire qu'organise à Lourmarin le mouvement vichyste Jeune France. Il y sympathise avec les jeunes membres du mouvement, qui se révèlent gaullistes. Il retourne plusieurs fois à Montredon pour participer à un cercle culturel semi-clandestin qui entend sauvegarder les arts, sinon les artistes, de la barbarie nazie, « Pour que l'esprit vive ». Il y retrouve Youra Guller, que la comtesse Lily Pastré, de connivence avec le Centre de secours américain, abrite avec une vingtaine d'artistes juifs sous le coup de la « loi contre les juifs » et la menace d'une déportation.
Chez un éditeur né avec l'Occupation, Robert Laffont, il publie un Dialogue de l'amitié avec Luc Dietrich, puis ses troisième et quatrième ouvrages de poésie et une pièce de théâtre. En octobre 1943, il revient s'installer à Paris quand Le Pèlerinage aux sources, récit de son voyage en Inde paru chez Denoël, trouve son public et rencontre le succès. Dans Paris bientôt libéré, en janvier 1944, il donne, au maigre auditoire venu l'écouter dans l'église Saint Paul-des-Champs, un commentaire de l'Évangile qui sera publié en 1951. C'est alors que germe le projet d'une vie communautaire qui soit, dans le désastre d'une société faite de violences, comme l'Arche de Noé dans le Déluge.

### Fondations et engagements (1946-1962)

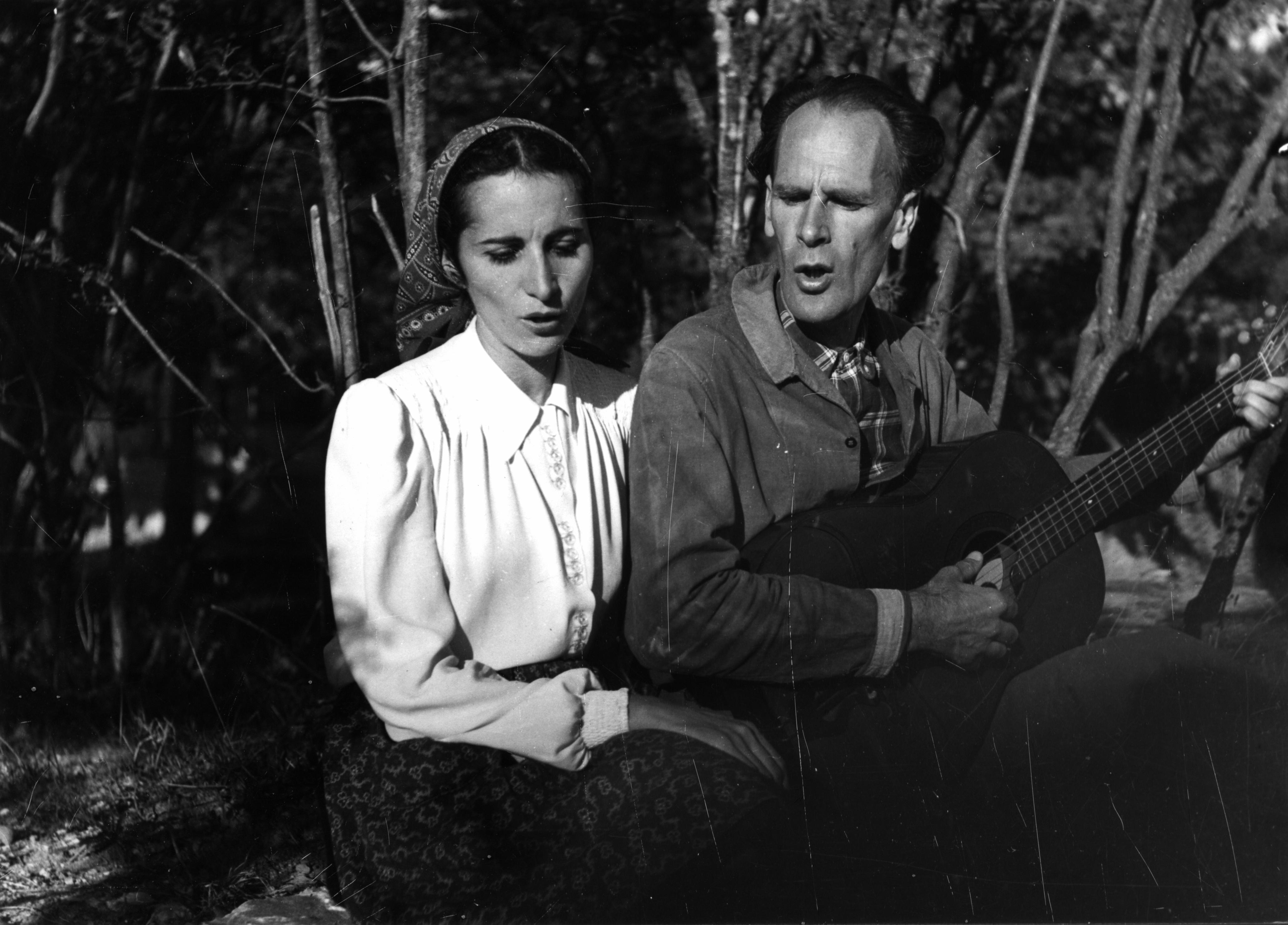
Chanterelle et Lanza dans les années 1940.

En 1946, il préface Le Message Retrouvé de son ami, le peintre et hermétiste parisien Louis Cattiaux. Cette préface ne sera connue qu'avec le succès progressif du Message Retrouvé, sous la poussée, notamment de René Guénon et d'Emmanuel d'Hooghvorst. Rééditée plus de vingt fois et traduite en catalan, espagnol, italien, anglais, allemand, portugais du Brésil et du Portugal, elle témoigne de l'intérêt  de Lanza pour l'alchimie, qu'il estime occultée par une conjuration : « La conjuration des imbéciles, des charlatans et des sages a parfaitement réussi. »
En 1948, il épouse Chanterelle Gébelin. C'est alors qu'avec des amis qui ont l'habitude de se réunir, le couple installe, sur le modèle de l'ashram, une première Communauté de l'Arche en Saintonge, au lieu-dit Tournier, dans la commune de La Genétouze, dans une région très boisée limitrophe du département de la Charente. Durant cette période communautaire, Lanza del Vasto y fait jouer la Passion du Christ d'après un texte théâtral de sa composition. A cette occasion, il fait participer comme figurants des gens venus du village et des fermes voisines. Il relate cet épisode dans la présentation de son texte La Passion, Mystère de Pâques, qu'il fait publier à Paris en 1951. Les dissensions personnelles entre membres mettent un terme à l'expérience de cette vie communautaire quatre ans plus tard.
En 1954, Lanza del Vasto repart en Inde pour participer aux campagnes non violentes que mène un autre disciple de Gandhi, Vinoba Bhave, en faveur de la collectivisation des terres. À son retour, cette même année, il rouvre la Communauté de l'Arche, cette fois ci à Bollène, aux portes de la Provence.

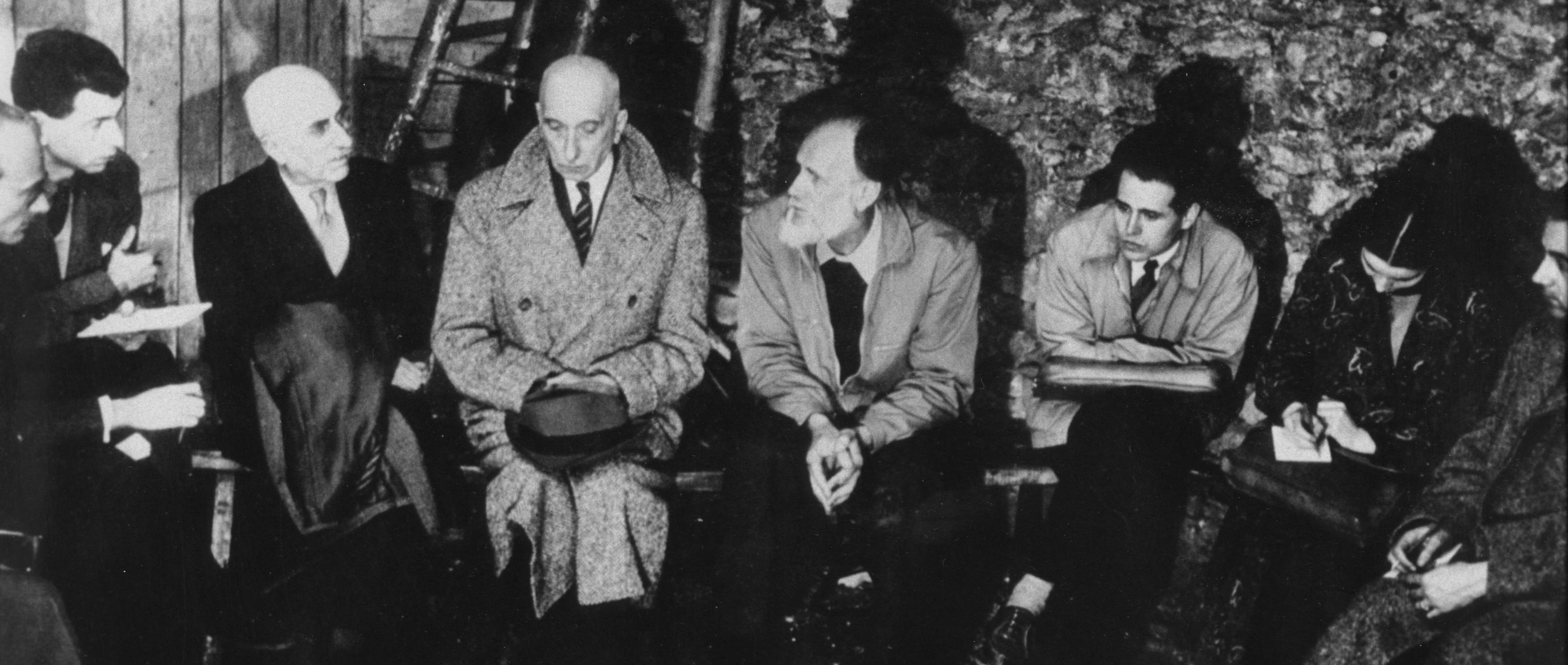
Louis Massignon et François Mauriac visitant le Comité contre la torture et Lanza del Vasto jeunant en 1957 à Paris.

En 1957, la guerre d'Algérie fait rage, et Lanza lance avec d'autres personnalités, dont le général de Bollardière, François Mauriac, Robert Barrat, le mouvement de protestation contre la torture et pour l'objection de conscience. Il jeûne vingt et un jours.
En janvier 1958, Louis Lecoin lance un Comité de secours aux objecteurs de conscience, dont Lanza del Vasto fait partie avec notamment Albert Camus, André Breton, Jean Giono, l’abbé Pierre, Georges Brassens, Yves Montand, Simone Signoret et Jean Cocteau.
Le 11 avril 1958, quatre-vingt-deux personnes, dont Lanza, le journaliste Robert Barrat, le pasteur André Trocmé et Jean-Pierre Lanvin manifestent pour la première fois en France contre l'armement atomique français en pénétrant dans l'usine nucléaire de Marcoule qui produit du plutonium pour la bombe atomique,,.
Lanza et son épouse Chanterelle, chanteuse et instrumentiste, enregistrent plusieurs disques et publient un chansonnier.
En 1963, la communauté se transfère dans les Cévennes lodévoises, à Roqueredonde, aux confins méridionaux du causse du Larzac. Le domaine en friche s'étend sur trois hameaux, La Borie Noble, Nogaret et La Fleyssière, qui sont peu à peu reconstruits. « L'ordre laborieux de l'Arche » se définit comme un rassemblement d'hommes et de femmes mus par une volonté commune d'accepter la pratique du travail et le principe de la non-violence. Cette « pratique du travail » est caractérisée par le respect d'un rythme de vie, notamment illustré par le choix de la traction animale dans les communautés pratiquant l'agriculture. Théistes (en majorité chrétiens), ils placent de leur plein gré leur confiance en Dieu, et choisissent de transformer l'homme par l'exemple. La prononciation des vœux et une vie rythmée par des fêtes, des prières et des jeûnes tiennent une place importante.

### Du pacifisme à l'écologie (1963-1981)
À Rome en 1963, Lanza del Vasto, soutenu par Joseph Pyronnet, jeûne quarante jours durant le concile Vatican II pour demander au pape de prendre position contre la guerre en général. Deux points, pacifisme et objection de conscience, seront évoqués dans la synthèse du concile, Gaudium et Spes.
Le 8 novembre 1967, alors que depuis deux ans la Guerre du Viêt Nam a pris la tournure d'un engagement total, il donne une conférence au collège Cévenol, haut lieu de la résistance non violente durant l'Occupation, fondé par le pasteur André Trocmé au Chambon sur Lignon où est, depuis, organisé régulièrement ce genre d'intervention.
Lanza del Vasto, avec Bernard Clavel, Théodore Monod, Jean Rostand, René Dumont et des dizaines de personnes, signe en février 1968 une lettre de soutien à ceux qui renvoient leurs livrets militaires pour protester contre la force de frappe nucléaire. Le Groupe d'action et de résistance à la militarisation naîtra de ce mouvement de solidarité.

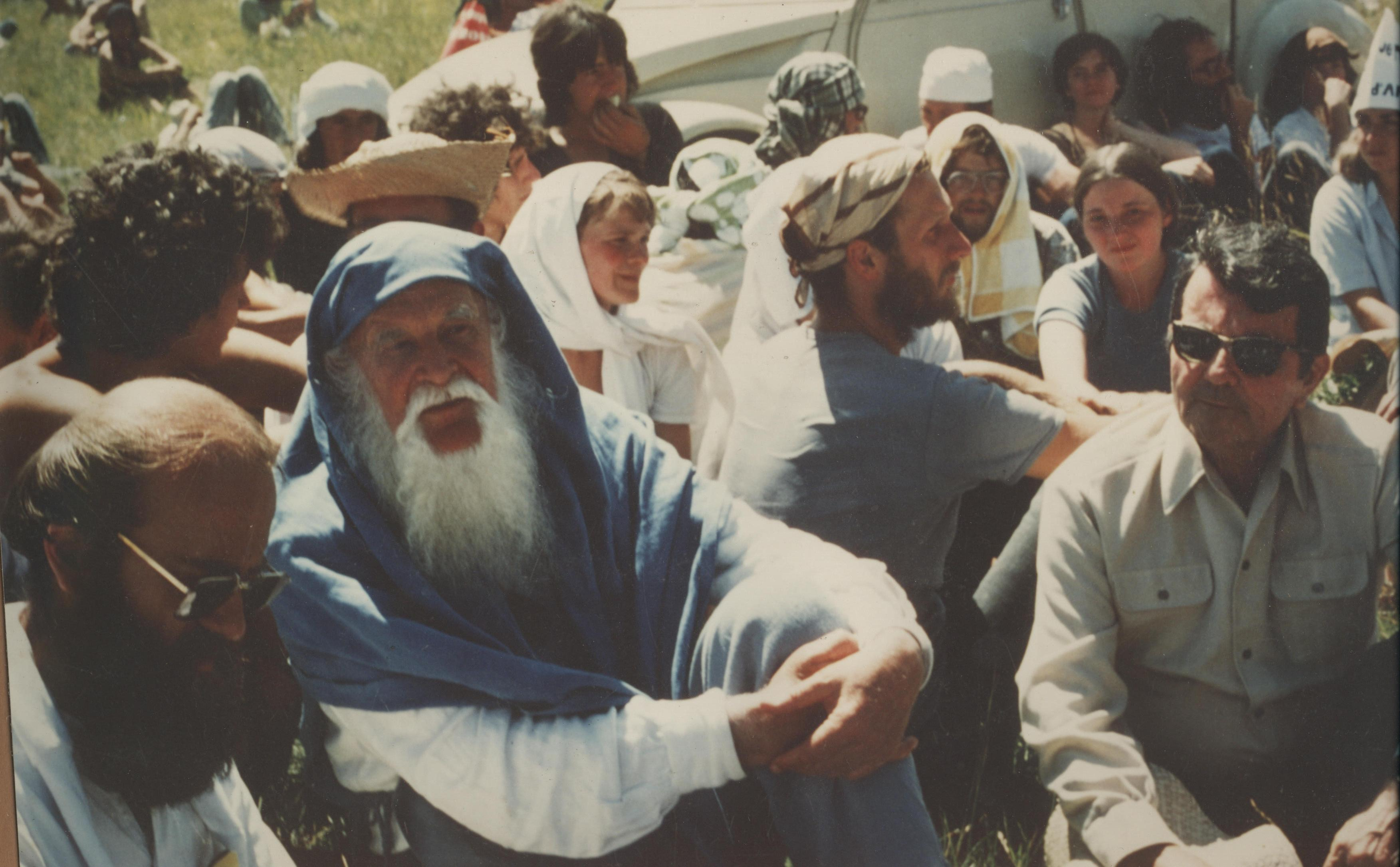
Jean-Marie Muller, Lanza del Vasto et, à droite, Jacques Pâris de Bollardière durant la lutte du Larzac.

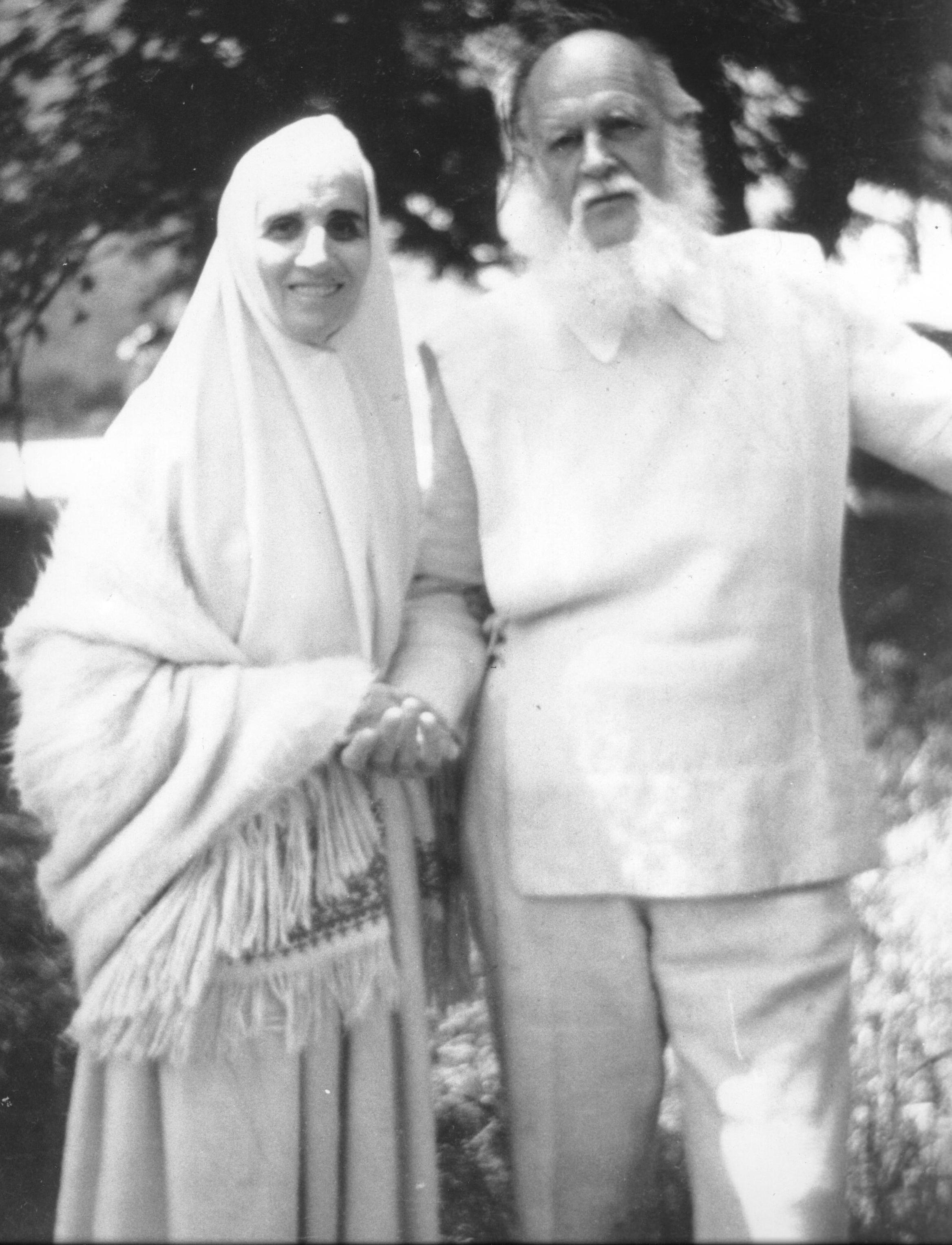
Simone Gébelin dite Chanterelle, aux côtés de son mari Lanza del Vasto, a été jusqu'à sa mort prématurée en 1975 un pilier de l'Arche.

En 1972, il soutient les paysans du Larzac, un peu plus au sud dans le Massif central, dans leur lutte contre l’extension du camp militaire. Il se rend dans le bourg de La Cavalerie pour suivre un jeûne de quinze jours. En 1974, une communauté s'installe dans la ferme des Truels achetée par l'armée sur le plateau du Larzac.
En 1976, il participe aux manifestations contre le réacteur nucléaire de Creys-Malville. Son action connaît alors une convergence avec un certain nombre de mouvements pacifistes ou d'écoles de spiritualité intérieure qui se traduit par la multiplication d'établissements frères, telle la communauté qui s'installe dans le professoir de l'abbaye Saint-Antoine de La Motte aux Bois.
Après la mort du fondateur, son ami le médecin Pierre Parodi prend les rênes de la communauté, auquel succédera Jean-Baptiste Libouban. Lanza del Vasto est inhumé au cimetière de la Communauté de l'Arche La Borie Noble à Roqueredonde dans l'Hérault.
Comme Gandhi, Lanza del Vasto était un végétarien convaincu. Comme Gandhi, il suivait le précepte de non-violence de la philosophie indienne classique et de respect de la vie à l'égard de l'ensemble du règne animal.

« Maintenant que tu as privé l'univers de cette vie, fais donc l'araignée ! »

— Lanza del Vasto, à quelqu'un qui venait d'écraser une araignée devant lui.

## Philosophie
« […] l’absolu par soi-même se pose : c’est la relation. »

— Paraphrase thomiste de la causa sui de Spinoza inspirée à Lanza del Vasto
par la conception einsteinienne de la nature comme un ensemble de variations déterminées par la structure d'un champ de relations et non comme un aléa empirique.

### Influences
Au lycée Condorcet de Paris, il s'intéressa rapidement à la littérature : Dante, Hérédia, Virgile, Homère. C'est toutefois la lecture de Romain Rolland qui éveilla sa conscience politique et lui fit découvrir Gandhi.
Il fut un disciple occidental de Gandhi, comme lui convaincu de l'urgence à militer pour le dialogue inter-religieux et le réveil spirituel, mais aussi pour l'action écologique et, surtout, la non-violence.
La découverte de l'œuvre de Thomas d'Aquin en 1927 fut déterminante dans sa recherche d'authenticité. En 1932, il devint l'ami du poète Luc Dietrich. Il connut Simone Weil à Marseille en 1941.

### Idées
À travers ses communautés, Lanza del Vasto militait pour le réveil spirituel, la vie simple et le pacifisme. Ses idées ont une base chrétienne, mais ses communautés accueillaient aussi des gens d'autres croyances religieuses, ou des gens n'ayant aucune croyance religieuse.

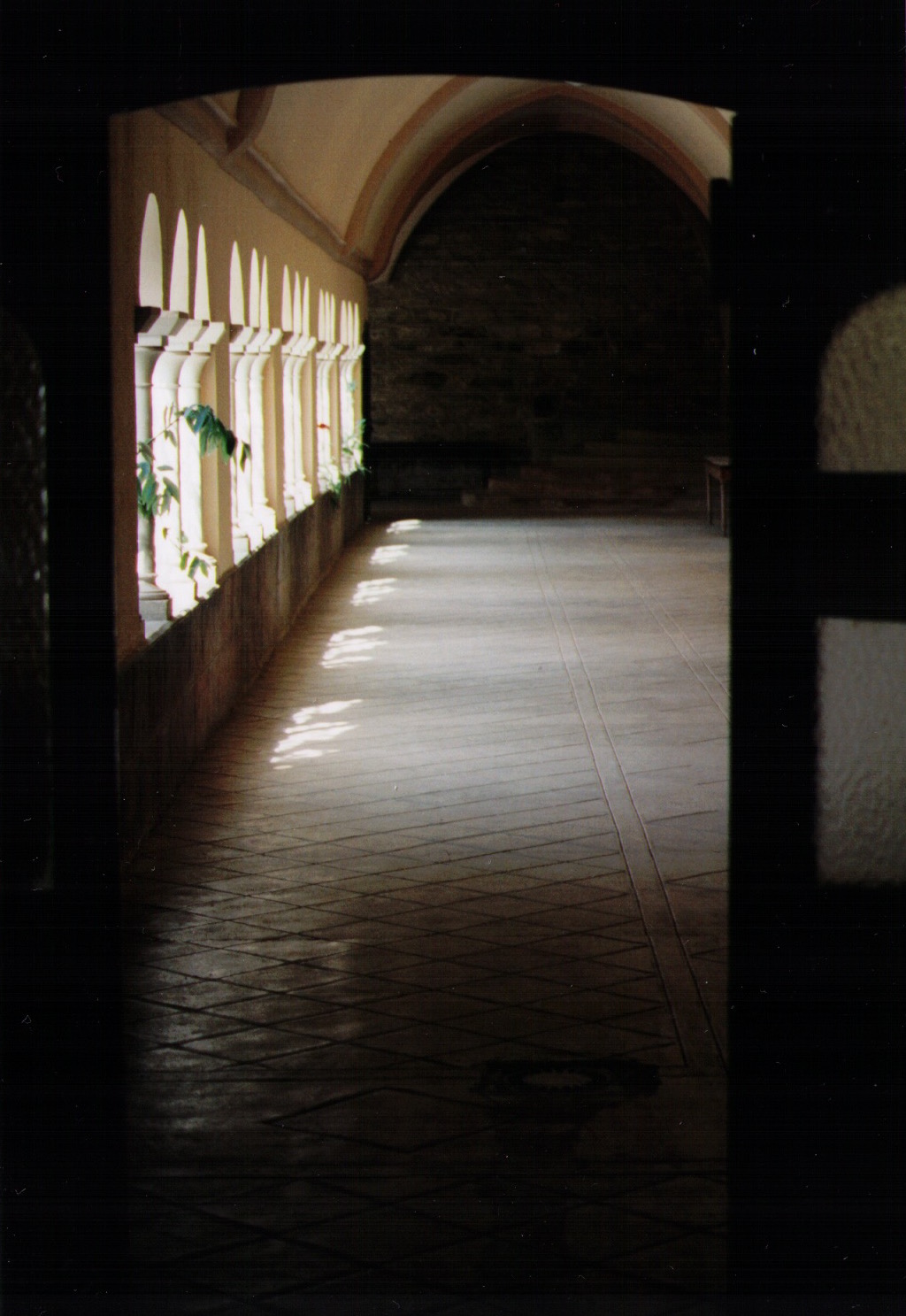
Communauté de Lanza del Vasto à Bonnecombe - Cloître, côté Chapitre, en août, photo MHM55

## Œuvres

### Poésie
- Débarquement à Cythère. Lyon, Marc Barbezat, 1942

- Ballades aux Dames du temps présent, Paris, 1923
- Conquiste du Vento, Florence, 1927
- Le Chiffre des choses, Robert Laffont, 1942 ; Fata Morgana, 2001 (poésies calligraphiées)
- Choix, Seuil, 1944
- La Baronne de Carins, Seuil, 1946 Bilingue. Poème épique traduit du vieux sicilien.

### Théâtre
- Fantasia Notturna, Florence, 1927
- La Marche des rois, Robert Laffont, 1944
- La Passion, Grasset, 1951
- Noé, Denoël, 1965
- David Berger, Lion de Judas, 1988

### Essais
- Judas, Grasset, 1938 ; Gallimard, 1992
- Dialogue de l'amitié (avec Luc Dietrich), Robert Laffont, 1942 ; Robert Laffont, 1993
- Le Pèlerinage aux sources, Denoël, 1943 ; Gallimard, 1989 ; Le Rocher, 1993
- « Histoire d'une amitié » (préfacé et annoté par Jean-Daniel Jolly Monge), in Luc Dietrich, L'Injuste grandeur, Denoël, 1951 ; Le Rocher, 1993
- Vinoba, ou le nouveau pèlerinage, Denoël, 1954 ; Gallimard, 1982
- Pacification en Algérie, ou Mensonge et violence, Édition clandestine, 1960 ; L'Harmattan, 1988
- La Montée des âmes vivantes, Denoël, 1968
- L'Homme libre et les ânes sauvages, Denoël, 1969 ; Denoël, 1987
- L'Arche avait pour voilure une vigne, Denoël, 1978 ; Denoël, 1982
- Étymologies imaginaires (préfacé par Pierre Souyris), Denoël, 1985  (ISBN 978-2-207-23009-1)
- Le Grand Retour (préfacé par Jean-Daniel Jolly Monge), Le Rocher, 1993
- Andrea del Castagno (préfacé par Arnaud de Mareuil), Éditions éoliennes, 2000

### Philosophie
- Pseudo. G. Acquaviva (it), Una concezione dell’etica e del diritto, Université Royale des Etudes, Pise, 1925, 75 p., ms.
- Dir. A. Carlini (it), Gli approcci della trinità spirituale - thèse de doctorat, Institut de philosophie de l'Université Royale des Etudes, Pise, 21 juin 1928, 177 p.
- Principes et préceptes du retour à l'évidence, Denoël, 1945, rééd. Éloge de la vie simple, Le Rocher, 1996
- Commentaire de l'Évangile, Denoël, 1951 ; Le Rocher, 1994  (ISBN 978-2-268-01785-3)
- Les Quatre Fléaux, Denoël, 1959 ; Le Rocher, 1993
- Approches de la vie intérieure, Denoël, 1962 ; Le Rocher, 1992  (ISBN 978-2-268-01353-4)
- Viatique, rééd., préf. & ann. A. de Mareuil, t. I & II, Le Rocher, Monaco, 1991
  - Enfances d’une pensée, l. I & II, Denoël, Paris, 1970, 125 p.
  - Éclats de vie et pointes de vérité, l. III & IV, Denoël, Paris, 1973, 115 p.
  - La Conversion par contrainte logique, l. V à VIII, Denoël, Paris, 1974, 159 p.
  - Rien qui ne soit tout, l. VIII & IX, Denoël, Paris, 1975, 120 p.
- Technique de la non-violence, Denoël, 1971 ; Gallimard, 1988
- La Trinité spirituelle, ms., 1932-1935, princ. Denoël, Paris, 1971, réed. Le Rocher, Monaco, 1994, 216 p.
- Pour éviter la fin du monde (préfacé par Pierre Souyris), Le Rocher, 1991
- Les Quatre Piliers de la paix (préfacé par Jean-Daniel Jolly Monge), Le Rocher, 1992
- Pages d'enseignement (préfacé par Jean-Daniel Jolly Monge), Le Rocher, 1993

### Roman
- Gilles de Rais, Éditions éoliennes, 2001 Texte posthume établi par Arnaud de Mareuil et Xavier Dandoy.

### Préfaces
- Préface au Message retrouvé[26] de Louis Cattiaux, Chez l'Auteur, 3, rue Casimir Périer, 1946
- Préfaces aux huit ouvrages de la collection Pensée gandhienne, Denoël, 1965-1985

### Disques
- Trouvères, troubadours et grégorien, Studio SM Grand Prix du disque 1959. Avec Chanterelle del Vasto, Yves Tessier (ténor) et Mildred Clary (luth)
- Rendons grâce au Seigneur de la vie : Psaumes et chants de louange, Studio SM, 1975 Avec Chanterelle del Vasto et la Chorale de l'Arche
- Conférence à Notre-Dame de Paris, Atelier du Carmel de Livry, novembre 1977
- L'Arche : Complaintes des XIIIe, XVe et XVIe siècles, Studio SM, 1981 Avec Chanterelle del Vasto et Clara Cortazar
- Chansons populaires de l'Arche, Studio SM
- Les Mal-aimées, Studio SM
- Alleluias et séquences rythmées, Studio SM

Le texte La Maison du vent a été mis en musique et chanté par Gérard Pierron dans son disque Carnet de bord (2003).